# Volo TWA 891
Il volo TWA 891 era un collegamento aereo della compagnia statunitense Trans World Airlines in servizio da Atene a Chicago via Roma-Ciampino, Milano-Malpensa e Parigi-Orly. Il 26 giugno 1959 il Lockheed L-1649 Starliner che operava il volo precipitò presso Olgiate Olona, poco dopo il decollo da Malpensa: tutte le 69 persone presenti a bordo persero la vita, rendendolo per l'epoca il peggior incidente aereo accaduto in Italia. Le indagini, confortate dalle testimonianze oculari, appurarono che la causa del disastro era stato un fulmine, che colpendo l'aereo aveva causato l'esplosione del serbatoio di carburante e il conseguente cedimento strutturale del Lockheed.

## L'incidente

### Il volo

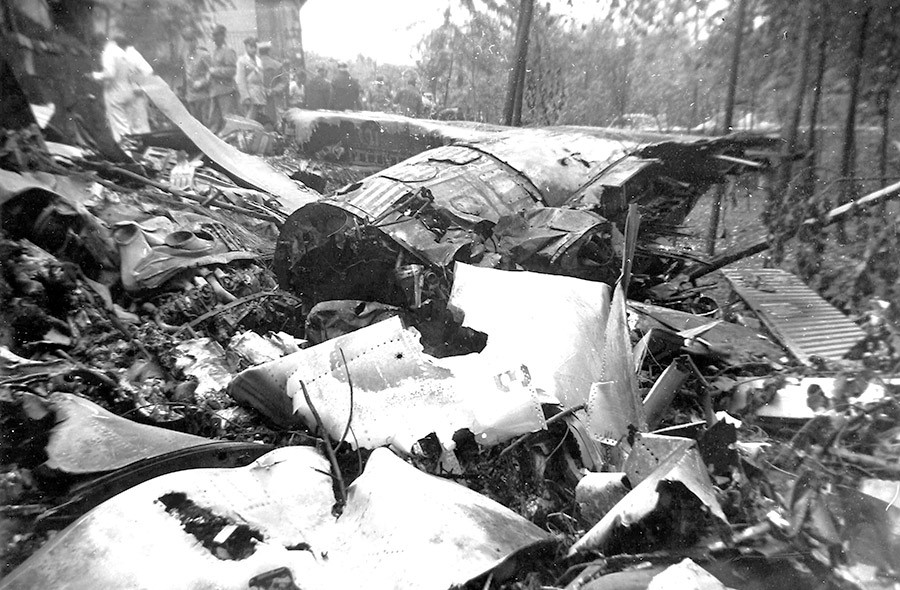
La scena dell'incidente

Il volo TWA 891 aveva avuto origine con la partenza da Atene, alle 11:15 UTC+2 del 26 giugno 1959, del Lockheed Starliner L-1649A avente matricola N8083H. All'arrivo a Roma-Ciampino, esattamente due ore dopo, i sei passeggeri che proseguivano il viaggio si spostarono su un altro Starliner, il numero N7313C, ai cui comandi sedevano il comandante Paul Sidney Grade (50 anni, veterano della seconda guerra mondiale e da quasi un ventennio dipendente TWA), il primo ufficiale Frank William Ellis (29 anni, in TWA dal 1955 e dal 1957 assegnato alle rotte internazionali), il pilota di riserva Harry Louis Stanton (43 anni, veterano di guerra e istruttore), gli ingegneri di volo Donald Albert Lueke (41 anni) e John Victor Powell (39 anni); l'equipaggio era completato da tre assistenti di volo e da un ulteriore pilota, non operativo.
Lo Starliner era l'ultima e più avanzata evoluzione della famiglia di aerei Lockheed Constellation: era un quadrimotore a elica a lungo raggio (poco meno di 8000 km di autonomia), spinto dai motori radiali Wright R-3350, caratterizzato dalla peculiare coda a tripla deriva, capace di portare un centinaio di persone, tra passeggeri e membri d'equipaggio. Il Connie, com'era soprannominato, era uno degli aerei "simbolo" della TWA, che ne aveva sostenuto attivamente lo sviluppo, sia fornendo alla Lockheed le specifiche progettuali, sia acquistandoli in gran numero. Tuttavia, sul finire degli anni 1950, sebbene fossero ancora molto usati (nel 1958 la TWA li impiegava per la metà dei propri collegamenti transatlantici) era ormai imminente la loro sostituzione per le rotte passeggeri con i più moderni e prestazionali aerei a reazione.
Decollato da Roma circa alle ore 15:00 con ulteriori 15 passeggeri, il Lockheed atterò a Malpensa alle 16:36. Qui in totale presero posto in cabina 59 passeggeri, di cui 5 in prima classe. Dato il nubifragio che stava interessando la zona di Malpensa, il comandante Grade prese contatti con il centro meteo dell'aeroporto, che gli diede conto della presenza di una circolazione depressionaria, causa di turbolenze e scariche elettriche; dal momento che gli altri velivoli arrivati e partiti quel giorno non avevano manifestato problemi, Grade ritenne sufficientemente sicuro proseguire con il viaggio.

### Il decollo da Malpensa e lo schianto
Circa alle 17:17 la torre di controllo di Malpensa istruì l'equipaggio a decollare alla volta di Parigi-Orly, intercettando gli NDB di Saronno (SRN) e Biella-Cerrione (BLA), portandosi dapprima a 4 000 piedi e poi a 18 500 piedi. Tre minuti dopo, alle 17:20, il Lockheed Starliner decollò.
Dalle 17:24 l'equipaggio del TWA contattò il centro di controllo aereo dell'aeroporto di Milano-Linate (che in quel momento stava affrontando un guasto tecnico e operava con difficoltà), riferendo di aver raggiunto l'area del NDB di Saronno e di stare salendo verso 10 000 piedi in direzione di Biella, contando di arrivarci per le 17:45. L'ultimo contatto radio tra torre e cabina avvenne alle 17:33.
Alle 17:45, preoccupato dal silenzio radio, l'operatore di Milano-Linate richiamò senza esito il TWA, chiedendo l'appoggio anche dell'equipaggio di un DC-6B della Sabena decollato contestualmente da Malpensa.
Circa 10 minuti prima, tuttavia, il Lockheed si era destrutturato in volo al di sopra della località Cascina Agnese, nel comune di Olgiate Olona, in provincia di Varese. La quota già abbastanza elevata e l'entità dell'incidente fecero sì che i detriti si spargessero su un raggio di 3 km nei dintorni, tra i comuni di Olgiate, Marnate e Castellanza. Sebbene le zone interessate dalla caduta dei detriti fossero abitate, non si ebbero conseguenze su persone al suolo.
I residenti della zona chiamarono i soccorsi e in pochi minuti i vigili del fuoco di Gallarate e un drappello di bersaglieri di stanza a Solbiate Olona furono sul posto: il loro intervento fu reso difficile dal maltempo e dall'area piuttosto vasta dove erano piovuti i relitti dell'aereo. Le fiamme vennero domate entro le ore 21:00, mentre non diedero esito le ricerche di superstiti tra le 68 persone segnalate a bordo. 
Nelle ore successive giunsero sul posto alcune autorità, tra le quali l'Arcivescovo di Milano Giovanni Battista Montini, futuro papa Paolo VI, e alcuni giornalisti, che iniziarono a inviare alle redazioni i primi pezzi sulla sciagura. A stretto giro arrivarono a Olgiate anche alcuni parenti delle vittime.

### Recupero delle vittime ed esequie
L'indomani, 27 giugno, la Procura della Repubblica di Busto Arsizio autorizzò l'operazione di recupero e ricomposizione delle salme delle vittime: in questo frangente fu riscontrato che praticamente tutti i passeggeri (con l'eccezione di una bambina che venne trovata abbracciata a una hostess) morirono ai loro posti e con le cinture allacciate, segno evidente che il disastro si era compiuto con tale rapidità da non dare loro il tempo di reagire. Quasi tutti i corpi vennero trovati mutilati e alcuni resti umani non poterono essere identificati e vennero raccolti nella bara numero 67. 
Destò perplessità, a fronte di un registro passeggeri dichiarante 68 persone, il ritrovamento di 70 cadaveri: se il primo si rivelò essere quello di un bambino prossimo alla nascita, che si trovava nel grembo di una delle passeggere, più complessa fu l'identificazione di un bimbo maschio di circa sette anni. Venne considerata l'ipotesi che si potesse trattare del figlio di una famiglia del posto, rimasto ucciso a causa della caduta dal cielo di un rottame dell'aereo, ma nessuna denuncia di scomparsa di minori venne formulata nel territorio in quei giorni. La collocazione del corpicino, presso i resti di Sonia Labbe Quinteros e Pilar Quinteros (rispettivamente moglie e figlia di Luis Quinteros, console del Cile a Tokyo), permisero successivamente di ricondurne l'identità a quella di Luis Quinteros junior, figlio minore del console, probabilmente imbarcato in via eccezionale senza preventiva registrazione proprio in virtù del suo status: a conferma di ciò, diversi registri passeggeri di voli TWA degli anni precedenti ne riportavano il nome accanto a quello dei fratelli e dei genitori, tutti indicati come titolari di passaporto diplomatico.
Alcuni feretri di vittime di nazionalità italiana vennero immediatamente restituiti alle famiglie, che li riportarono nei luoghi d'origine; tutti gli altri vennero traslati nella Basilica di San Giovanni Battista di Busto Arsizio, dove fu allestita una camera ardente e dove il 29 giugno fu officiata una messa esequiale, presieduta da monsignor Sergio Pignedoli, vescovo ausiliare di Milano, con una vasta partecipazione popolare.
L'identificazione delle salme richiese altre due settimane, dopodiché quasi tutti i resti furono riconsegnati alle famiglie: fecero eccezione la "bara collettiva" con i resti non identificati (verosimilmente appartenenti nella quasi totalità ai cittadini britannici Albert John Palmer e Percy Charles Nicholls) e due vittime di nazionalità statunitense (i coniugi statunitensi Michael A. Martino Jr. e Corinne Drafz Martino), che vennero sepolti a Busto Arsizio, nonché il corpo di Maria Fermi Sacchetti, sorella dello scienziato Enrico Fermi, che aveva disposto nel proprio testamento di voler essere sepolta nel luogo dove fosse morta. Il Comune di Olgiate Olona accondiscese alle intenzioni e le riservò una tomba in concessione perpetua all'interno del locale cimitero.

## L'inchiesta
Un mese dopo la sciagura si aprì l'inchiesta, condotta dalle autorità italiane e statunitensi, per conto della TWA. Le cause ritenute possibili furono:
- fulmine
- perdita di carburante
- bomba
- cedimento strutturale
- guasto elettrico
- guasto ai motori

Sebbene il lavoro d'investigazione fosse reso più difficile dall'assenza del Cockpit Voice Recorder (non ancora introdotto), le numerose testimonianze oculari accertarono che la causa fu un fulmine che colpì un'ala dell'aereo già sovraccarico di elettricità, incendiando il benzina avio nei serbatoi. Un'ipotesi che rende più probabile questo evento è la seguente: il fulmine non avrebbe incendiato il carburante nei serbatoi, ma i vapori che ne fuoriuscivano, provocando la devastante esplosione.

## Le vittime

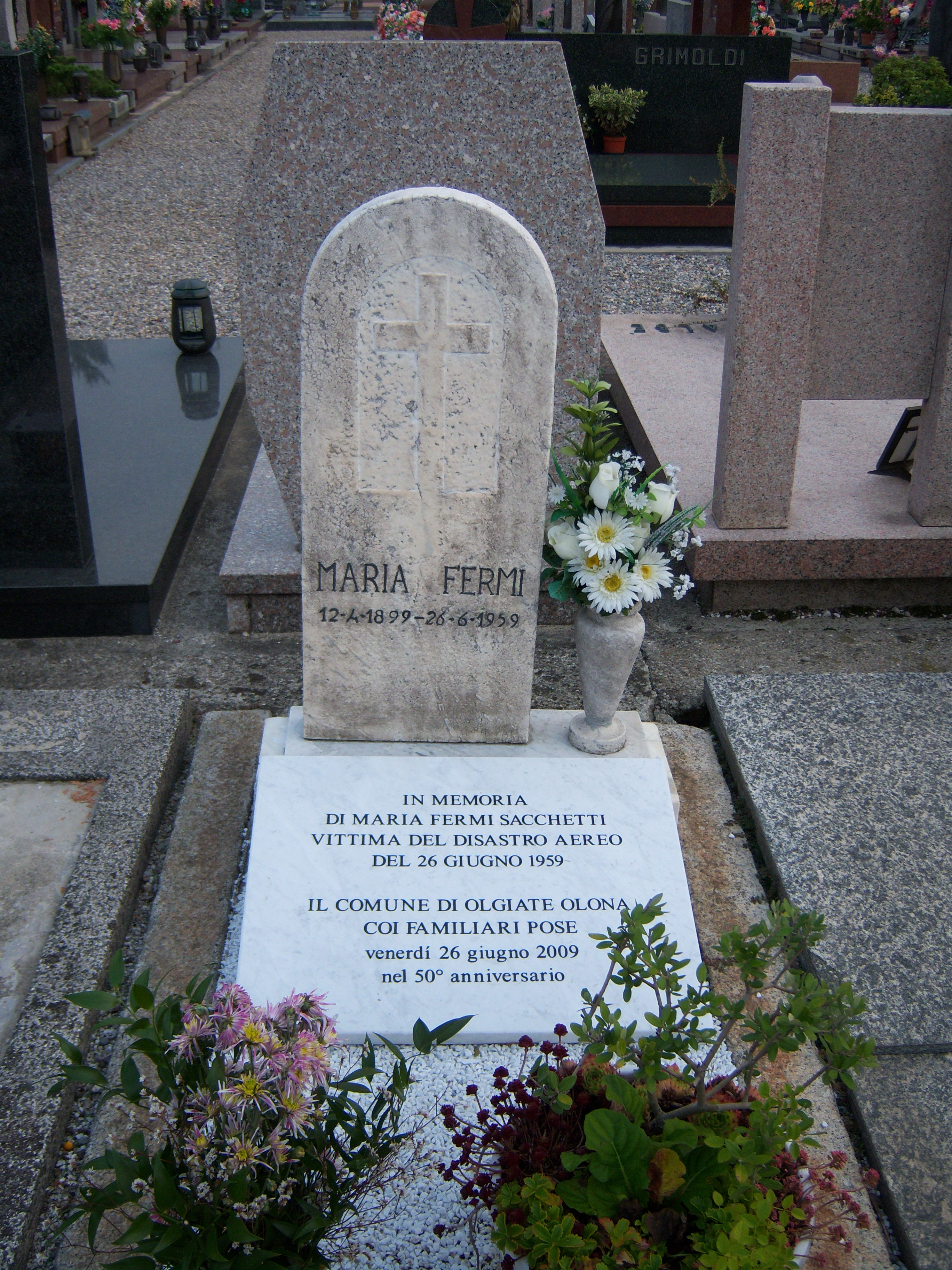
Tomba di Maria Fermi, sorella di Enrico Fermi, nel cimitero di Olgiate Olona

### Equipaggio
- Jack Davis, 39 anni, statunitense, pilota in seconda
- Frank William Ellis, 29 anni, statunitense, pilota aggiunto
- Marguerite Fay, 27 anni, francese, hostess
- Paul S. Grade, 50 anni, statunitense, pilota comandante
- Jacqueline Jaussen, 23 anni, francese, hostess
- Donald Albert Lueke, 41 anni, statunitense, ingegnere di bordo
- Edmond Mouchnino, 38 anni, francese, steward
- John Victor Powell, 39 anni, statunitense, assistente ingegnere di bordo
- Harry Louis Stanton, 43 anni, statunitense, pilota aggiunto

### Passeggeri

#### Statunitensi
- G. B. Allbritton, 38 anni
- Leonardo Armanetti, 53 anni
- Mary Belknap, 10 anni
- Augusta Benedetti, 69 anni
- Jacob Binder, 57 anni
- Anna Maria Adele Boaro, 64 anni
- William Edwin Buckley, 53 anni
- Rizieri Celli, 42 anni
- Georgia Chioles, 67 anni
- Dominique Fuda, 15 anni
- Anna Genova, 55 anni
- Giuseppina Genova, 65 anni
- Mary Germo, 46 anni
- Caterina Guglielmo, 71 anni
- Olivia Kammerer, 67 anni
- Syd Kaye, 59 anni
- Anna Korecky, 69 anni
- Chester Linsky, 34 anni
- Basilio Lombardi, 61 anni
- Corinne Martino, 30 anni
- Michael Martino, 29 anni
- Sophie Nafpliotou, 23 anni
- Jesus Giovanni Rey, 63 anni
- Manuel Rey, 31 anni
- Antonio Salbego, 68 anni
- Ugo Sei, 45 anni
- George S. Sherman, 43 anni
- Frank C. Sternes, 51 anni
- Lillian Sternes, 48 anni
- Mary Thompson, 22 anni

#### Italiani
- Achille Belloni, 30 anni
- Malfisa Bertolucci, 24 anni
- Pietro Castelnovo, 30 anni
- Franco Cavallanti, 30 anni
- Gabriele Cavallanti, 20 anni
- Paolo Ciserani, 32 anni
- Raffaele Cohen, 38 anni
- Maria Fermi sposata Sacchetti 60 anni, sorella di due anni più grande di Enrico Fermi.
- Ferrando Fratelli, 62 anni
- Gian Pietro Giordana, 46 anni
- Pasquale Graffeo, 64 anni
- Eleonora Kraft, 48 anni
- Francesca Pellecchia, 61 anni
- Valerio Reggiani, 29 anni
- Emilio Sarchi, 34 anni
- Natalina Suardi, 29 anni

#### Britannici
- Marguerite Cambet, 51 anni
- George Ellis, 48 anni
- Percy Charles Nicholls, 44 anni
- Albert John Palmer, 42 anni

#### Francesi
- Farid Geargeoura, 37 anni
- Jacques Rock, 32 anni
- Ernest Rotter, 51 anni
- Jeann Renée Rousseau, 23 anni

#### Cileni
- Sonia Labbe, 24 anni
- Pilar Quinteros, 5 anni
- Luis Quinteros Jr., 2 anni

#### Tedeschi
- Peter Frohn, 37 anni

#### Israeliani
- Hermann Zwy Carmely, 53 anni

#### Egiziani
- Jean Georges Brahamsha, 25 anni

### Tabella
| Nazione     | Passeggeri | Equipaggio | Totale |
| ----------- | ---------- | ---------- | ------ |
| Stati Uniti | 30         | 6          | 36     |
| Italia      | 16         | 0          | 16     |
| Regno Unito | 4          | 0          | 4      |
| Francia     | 4          | 3          | 7      |
| Cile        | 3          | 0          | 3      |
| Germania    | 1          | 0          | 1      |
| Israele     | 1          | 0          | 1      |
| Egitto      | 1          | 0          | 1      |
| Totale      | 60         | 9          | 69     |

## Commemorazioni
Subito dopo il disastro, il comune posò presso Cascina Agnese una lapide commemorativa provvisoria, sostituita nel 1964 da un monumento: una sorta di ala bianca di calcestruzzo, sollevata da terra, con una croce stilizzata e una frase di Ugo Foscolo. Il monumento è stato restaurato nel 1993. Al centro è incastonata una piastrella in ceramica, su cui è dipinto il ritratto di Mary Belknap, una delle vittime più giovani della sciagura (10 anni), che riposa nel cimitero acattolico di Roma.